# غلامحسین مظلومی
غلامحسین مظلومی تنگستانی (۲۳ دی ۱۳۲۸ – ۲۸ آبان ۱۳۹۳) بازیکن پیشین تیم ملی ایران و مربی و اسطورۀ فوتبال اهل ایران بود. ایشان برادر بزرگتر پرویز مظلومی بازیکن و مربی سابق تیم استقلال بود . مظلومی در بیشتر دوران فوتبالش عضو باشگاه تاج و مشهور به «سر طلایی فوتبال ایران» بود. او در گذشته سرپرست باشگاه استقلال بوده‌است. او در ۲۸ آبان ۱۳۹۳ در اثر ابتلا به سرطان معده درگذشت.

## دوران بازیگری (بازیکن)

### تیم ملی
وی به همراه تیم ملی جوانان ایران در بازی‌های ۱۹۶۹ تایلند لقب آقای گلی را با به ثمر رساندن ۶ گل به خود اختصاص داد و همچنین دو سال بعد بار دیگر در بازی‌های جوانان آسیا این بار در فیلیپین با زدن ۵ گل عنوان آقای گلی را به دست آورد. در بازی‌های آسیایی تهران با زدن ۵ گل لقب بهترین مهاجم آسیا در سال ۱۹۷۴ را به دست آورد. وی در المپیک مونترال کانادا به همراه تیم ملی فوتبال ایران حضور داشت و تنها گل ایران در مقابل تیم ملی فوتبال کوبا را به ثمر رساند. مظلومی در فاصله سال‌های ۴۸ تا ۵۶ در ۴۱ بازی موفق به زدن ۱۹ گل شد و میانگین حدود نیم گل در هر بازی را بر جای گذاشت. و به مدت ۱۵ سال رکورددار گلزنی در سطح ملی ایران بود. همچنین وی در رده ملی با احتساب گل‌هایش در رده جوانان ۳۷ گل به ثمر رساند که رکوردی بزرگ به‌شمار می‌رفت. در ۹ تیر ۱۳۵۱ در جریان دیدار دوستانه منتخب تهران و بایرن مونیخ که با پیروزی شش بر دو تیم منتخب به پایان رسید، یک گل به ثمر رساند. همچنین او در ۲۴ مرداد ۱۳۵۳ در جریان پیروزی سه بر صفر تیم ملی فوتبال ایران برابر باشگاه فوتبال فنرباغچه یکی از گل‌های ایران را به ثمر رساند.

### تاج تهران
وی در سال ۱۳۴۷ و زمانی که در حال گذراندن دوران تحصیلی بود به تیم تاج پیوست و مجموعاً ۹ سال برای تاج بازی کرد و در سال ۱۹۷۱ درحالی‌که تاج اولین قهرمانی در جام باشگاه‌های آسیا را کسب کرد او با زدن ۵ گل بهترین گلزن مسابقات شد. گل او به قصر یخ در بازی پایانی جام باشگاه‌های تهران در سال ۱۳۵۰ منجر به برتری سه بر صفر و قهرمانی تاج در این مسابقات شد.
مظلومی در این مدت در تیم تاج و شهباز با به‌ثمر رساندن ۶۵ گل در جام تخت جمشید و جام باشگاه‌های ایران و سه دوره کسب عنوان گلزن برتر لیگ تخت جمشید (دوره اول ۱۵ گل دوره دوم ۱۰ گل و دوره چهارم ۱۹ گل) دارای یک رکورد است.
همچنین در سه دوره شرکت تاج در جام میلز با زدن ۲۶ گل آقای گل مسابقات میلز بود. در سال ۱۳۵۶ پس از جدایی از شهباز به الوصل امارت پیوست و با درخشش او الوصل قهرمان جام حذفی امارت شد و مظلومی با زدن ۹ گل بهترین گلزن مسابقات شد.
در سن ۲۹ سالگی در بازی با ذوب آهن منیسک پای او دچار آسیب شدید شد و با اینکه آن زمان جراحی منیسک به سادگی مقدور نبود ولی او بازگشت موفقیت‌آمیزی به فوتبال داشت و مجدداً برای تیم ملی انتخاب شد؛ ولی پس از چند ماه در بازی با تیم سابق خود نفت آبادان دچار آسیب دیدگی مجدد شد و در سن ۳۰ سالگی درحالی‌که در اوج دوران بازیگری بود مجبور به خداحافظی از فوتبال شد.

## دوران مربی‌گری
غلامحسین مظلومی پس از کسب افتخارات زیاد در دوران بازیگری در تیم ملی و رده باشگاهی به جرگه مربیان پیوست. کلاسهای مربیگری را با موفقیت به اتمام رساند. او دارای مدرک مربیگری A B ،C آسیایی و دارای مدرک B اروپا (اتحادیه فوتبال انگلیس) می‌باشد.
- سرمربی تیم فوتبال بزرگسالان استقلال در سال ۱۳۶۷
- سرمربی تیم فوتبال امید ایران سال ۱۳۶۸
- سرمربی تیم فوتبال استقلال اهواز لیگ آزادگان سال‌های ۱۳۷۱ و ۱۳۷۳
- سرمربی تیم فوتبال شهرداری کرمان، مقاومت تهران، کشتی‌سازی بندرعباس، پتروشیمی ماهشهر و موتوژن تبریز، استقلال نوین تهران و پیام تهران در لیگ دسته یک
- مدیر فنی تیم‌های ملی نوجوانان و جوانان ایران
- سرمربی تیم ملی نوجوانان ایران
- مدیرفنی تیم‌های پایه استقلال و پاس
- سرپرست تیم فوتبال بزرگسالان استقلال در سال ۱۳۸۸
- عضو کمیته فنی باشگاه استقلال در سال ۱۳۸۹
- سرپرست تیم فوتبال بزرگسالان شاهین بوشهر در لیگ برتر (جام خلیج فارس)

## گل‌های ملی
| تعداد | تاریخ           | میزبان                                        | تیم رقیب      | گل زده | نتیجه نهایی | رقابت                                                |
| ----- | --------------- | --------------------------------------------- | ------------- | ------ | ----------- | ---------------------------------------------------- |
| ۱     | ۱۳ سپتامبر ۱۹۶۹ | ورزشگاه ۱۹ مه آنکارا، آنکارا، ترکیه           | پاکستان       | ۲–۴    | پیروزی      | جام اکو ۱۹۶۹                                         |
| ۲     | ۱۳ سپتامبر ۱۹۶۹ | ورزشگاه ۱۹ مه آنکارا، آنکارا، ترکیه           | پاکستان       | ۲–۴    | پیروزی      | جام اکو ۱۹۶۹                                         |
| ۳     | ۱ فوریه ۱۹۷۲    | ورزشگاه پاناتینایکو، آتن، یونان               | کویت          | ۰–۲    | پیروزی      | فوتبال در المپیک تابستانی ۱۹۷۲- مسابقات انتخابی آسیا |
| ۴     | ۳ سپتامبر ۱۹۷۴  | ورزشگاه امجدیه، تهران، ایران                  | پاکستان       | ۰–۷    | پیروزی      | فوتبال در بازیهای آسیایی ۱۹۷۴                        |
| ۵     | ۳ سپتامبر ۱۹۷۴  | ورزشگاه امجدیه، تهران، ایران                  | پاکستان       | ۰–۷    | پیروزی      | فوتبال در بازیهای آسیایی ۱۹۷۴                        |
| ۶     | ۳ سپتامبر ۱۹۷۴  | ورزشگاه امجدیه، تهران، ایران                  | پاکستان       | ۰–۷    | پیروزی      | فوتبال در بازیهای آسیایی ۱۹۷۴                        |
| ۷     | ۱۱ سپتامبر ۱۹۷۴ | ورزشگاه آریا مهر، تهران، ایران                | کرهٔ جنوبی     | ۰–۲    | پیروزی      | فوتبال در بازیهای آسیایی ۱۹۷۴                        |
| ۸     | ۱۱ سپتامبر ۱۹۷۴ | ورزشگاه آریا مهر، تهران، ایران                | کرهٔ جنوبی     | ۰–۲    | پیروزی      | فوتبال در بازیهای آسیایی ۱۹۷۴                        |
| ۹     | ۱۰ اوت ۱۹۷۵     | ورزشگاه آریا مهر، تهران، ایران                | مجارستان      | ۲–۱    | شکست        | بازی دوستانه                                         |
| ۱۰    | ۲۰ اوت ۱۹۷۵     | ورزشگاه امجدیه، تهران، ایران                  | بحرین         | ۰–۳    | پیروزی      | بازی‌های المپیک ۱۹۷۶ واجد شرایط.                      |
| ۱۱    | ۲۰ اوت ۱۹۷۵     | ورزشگاه امجدیه، تهران، ایران                  | بحرین         | ۰–۳    | پیروزی      | بازی‌های المپیک ۱۹۷۶ واجد شرایط.                      |
| ۱۲    | ۲۲ اوت ۱۹۷۵     | ورزشگاه امجدیه، تهران، ایران                  | عربستان سعودی | ۰–۳    | پیروزی      | بازی‌های المپیک ۱۹۷۶ واجد شرایط.                      |
| ۱۳    | ۲۲ اوت ۱۹۷۵     | ورزشگاه امجدیه، تهران، ایران                  | عربستان سعودی | ۰–۳    | پیروزی      | بازی‌های المپیک ۱۹۷۶ واجد شرایط.                      |
| ۱۴    | ۳ ژوئن ۱۹۷۶     | ورزشگاه آریا مهر، تهران، ایران                | یمن جنوبی     | ۰–۸    | پیروزی      | جام ملت‌های آسیا ۱۹۷۶                                 |
| ۱۵    | ۳ ژوئن ۱۹۷۶     | ورزشگاه آریا مهر، تهران، ایران                | یمن جنوبی     | ۰–۸    | پیروزی      | جام ملت‌های آسیا ۱۹۷۶                                 |
| ۱۶    | ۳ ژوئن ۱۹۷۶     | ورزشگاه آریا مهر، تهران، ایران                | یمن جنوبی     | ۰–۸    | پیروزی      | جام ملت‌های آسیا ۱۹۷۶                                 |
| ۱۷    | ۲۰ ژوئیه ۱۹۷۶   | ورزشگاه پارک لانسوندی، اتاوا، کانادا          | کوبا          | ۰–۱    | پیروزی      | فوتبال در بازی‌های المپیک تابستانی ۱۹۷۶               |
| ۱۸    | ۷ ژانویه ۱۹۷۷   | ورزشگاه امیر فیصل بن فهد، ریاض، عربستان سعودی | عربستان سعودی | ۰–۳    | پیروزی      | مسابقات انتخابی جام جهانی ۱۹۷۸ (منطقه آسیا)          |
| ۱۹    | ۷ ژانویه ۱۹۷۷   | ورزشگاه امیر فیصل بن فهد، ریاض، عربستان سعودی | عربستان سعودی | ۰–۳    | پیروزی      | مسابقات انتخابی جام جهانی ۱۹۷۸ (منطقه آسیا)          |

## افتخارات

### همراه با تاج (استقلال)
- قهرمانی لیگ سطح اول ایران: ۱۹۷۰ , ۱۹۷۵
- قهرمانی جام باشگاه‌های تهران: ۱۹۷۱ , ۱۹۷۲
- قهرمانی جام باشگاه‌های آسیا: ۱۹۷۰

### ملی
- قهرمانی و مدال طلا در بازی‌های آسیایی: ۱۹۷۴
- قهرمانی جام ملت‌های آسیا: ۱۹۷۲ , ۱۹۷۶

### فردی
- سه دوره آقای گل لیگ ایران: ۱۹۷۴ , ۱۹۷۵ , ۱۹۷۷
- آقای گل جام باشگاه‌های آسیا: ۱۹۷۰
- آقای گل جام ملت‌های آسیا: ۱۹۷۶
- آقای گل مسابقات جوانان آسیا: ۱۹۶۹
- آقای گل بازی‌های آسیایی: ۱۹۷۴
- بهترین بازیکن مسابقات بازی‌های آسیایی: ۱۹۷۴
- بهترین مهاجم سال فوتبال آسیا: ۱۹۷۴
- بهترین بازیکن تورنمنت جام باشگاه‌های آسیا: ۱۹۷۰
- بالاترین میانگین گلزنی در تیم ملی با ۰/۷۷ گل در هر بازی
- بهترین گلزن تاریخ لیگ تخت جمشید با ۶۵ گل
- بهترین گلزن استقلال در دربی تهران با ۵ گل زده

## درگذشت

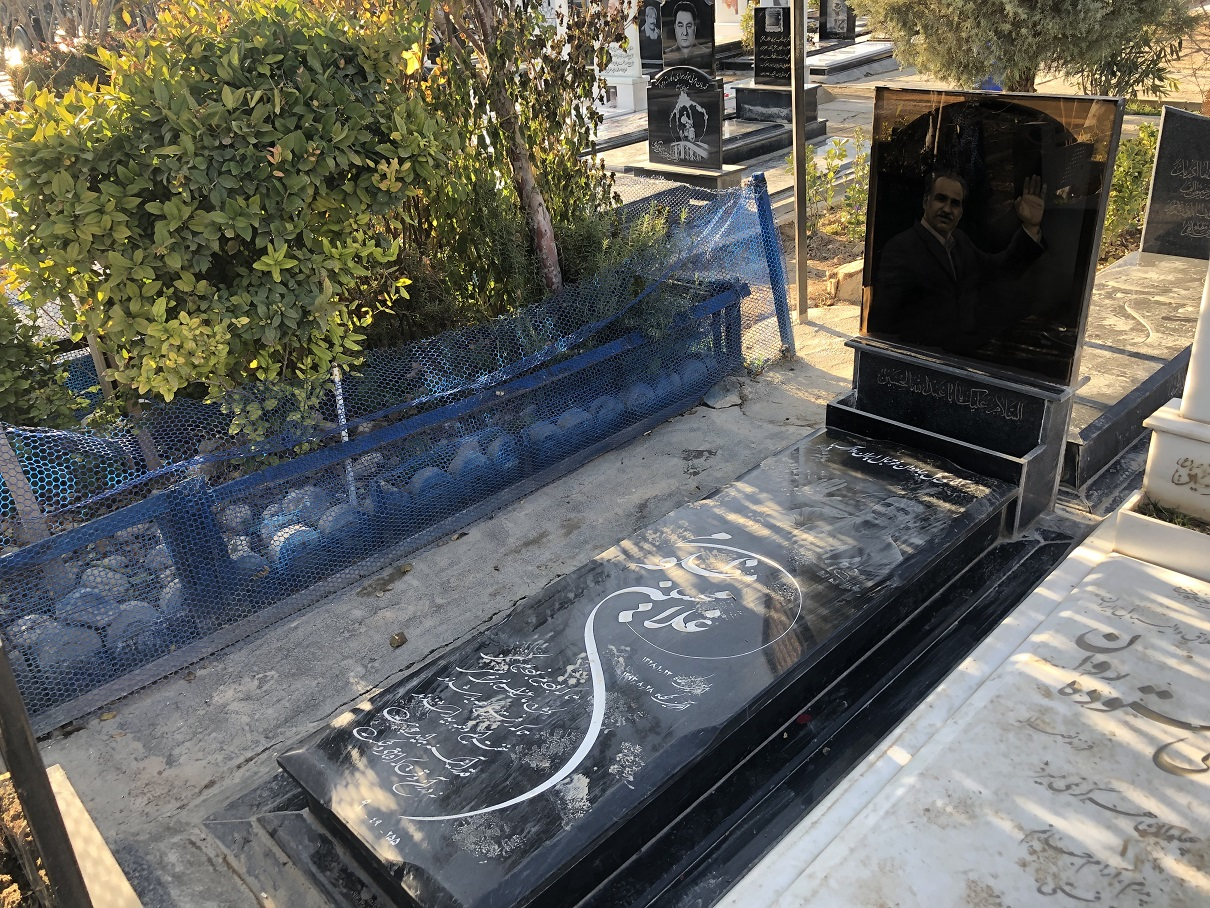
مقبره غلامحسین مظلومی

او در عصر روز چهارشنبه ۲۸ آبان ۱۳۹۳ در سن ۶۵ سالگی پس از دو سال مبارزه با بیماری سرطان معده در بیمارستان ولیعصر تهران درگذشت.
- روزنامه پرسپولیس در روز بعد از درگذشت مظلومی از تیتر تعظیم پرسپولیس به جنتلمن فوتبال ایران استفاده کرد.[۹]
- همچنین در برخی خبرگزاری اعلام شده بود که وی وصیت کرده‌است تا با پیراهن استقلال دفن شود.[۱۰]